# Marktl
Marktl, hay còn gọi là Marktl am Inn ("Chợ nhỏ bên Sông Inn"), là một xã thuộc huyện Altötting bang Bayern nước Đức. Nó được thế giới biết tới vì đây là nơi sanh của Giáo hoàng Biển Đức XVI.

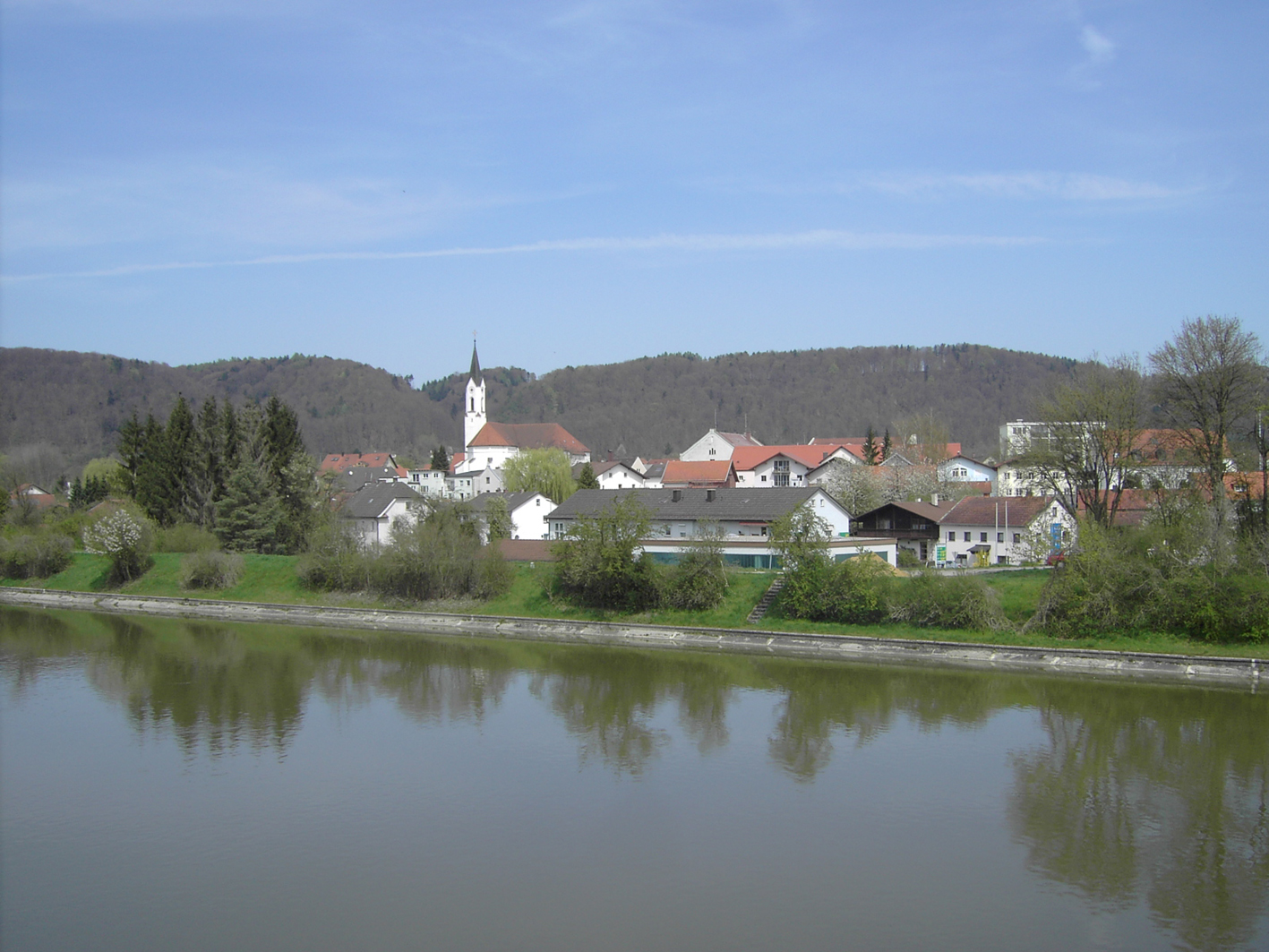
Marktl

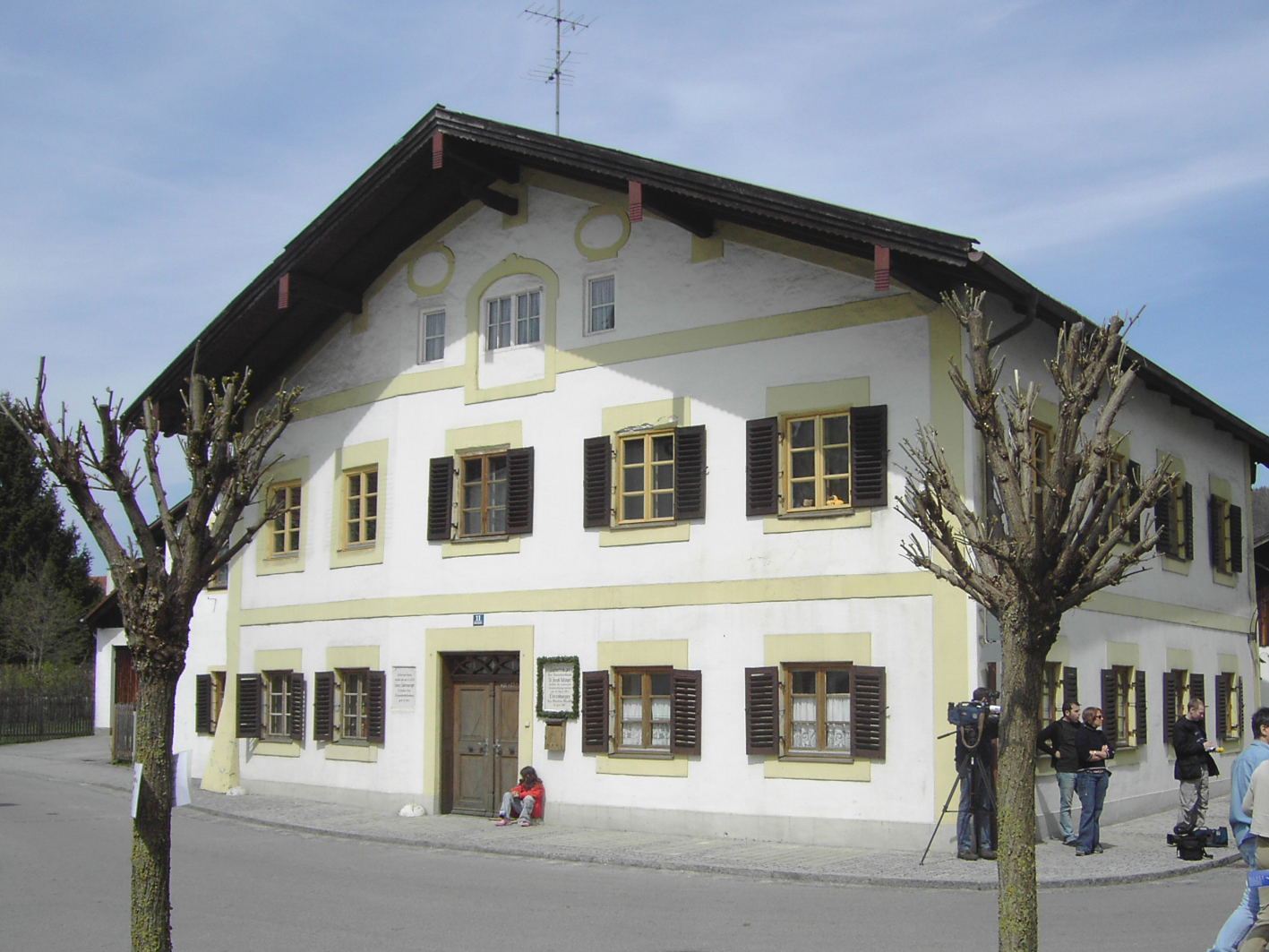
Ngôi nhà Mauthaus, nơi Benedikts XVI. sanh ra, đã được xây cách đây gần 300 năm

## Thành phố kết nghĩa
- Wadowice, Ba Lan
- Gönnheim, Đức
- Sotto il Monte Giovanni XXIII, Ý